# 瓦夫尔地区拉图尔
瓦夫尔地区拉图尔（法語：Latour-en-Woëvre，法語發音：[latuʁ ɑ̃ wavʁ]）是法国默兹省的一个市镇，属于凡尔登区。

## 地理
瓦夫尔地区拉图尔（49°5'16"N, 5°48'53"E）面积6.74 平方千米，位于法国大東部大區默兹省，该省份为法国西北部内陆省份，北与比利时接壤，西接马恩省和阿登省，南至上马恩省和孚日省，东临默尔特-摩泽尔省。
与瓦夫尔地区拉图尔接壤的市镇（或旧市镇、城区）包括：布兰维尔、阿农维尔-叙泽蒙、斯蓬维尔、瓦夫尔地区容维尔、拉伯维尔。

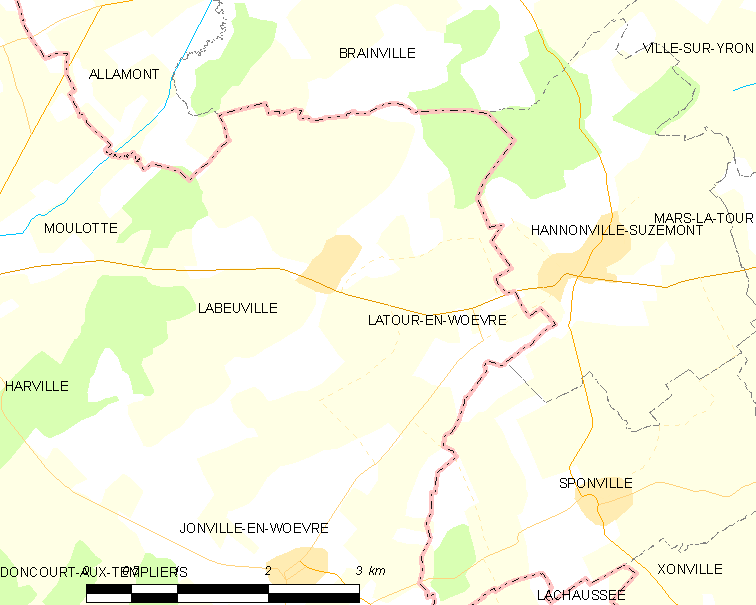
瓦夫尔地区拉图尔的OSM定位图

瓦夫尔地区拉图尔的时区为UTC+01:00、UTC+02:00（夏令时）。

## 行政
瓦夫尔地区拉图尔的邮政编码为55160，INSEE市镇编码为55281。

## 政治
瓦夫尔地区拉图尔所属的省级选区为埃坦县。

## 人口

1962-2008年间瓦夫尔地区拉图尔人口变化图示

瓦夫尔地区拉图尔于2022年1月1日时的人口数量为87人。